# Animal Paradise
Animal Paradise es un videojuego de simulación desarrollado y publicado por Empire Interactive para Nintendo DS. Llegó al mercado el 16 de noviembre de 2007 en Europa y el 23 de septiembre de 2008 en Estados Unidos.
El juego cuenta con una secuela, también para Nintendo DS, titulada Animal Paradise Wild.